# Quartier de haute sécurité
Un quartier de haute sécurité ou QHS est un département carcéral ayant des mesures de sécurité plus poussées que dans les autres départements d'une prison, incluant l'isolement, et réservée aux prisonniers présumés ou reconnus comme dangereux ou présentant un fort risque d'évasion.

## En France
En France, les « quartiers de haute sécurité » (QHS) sont l'appellation non officielle des quartiers de sécurité renforcée (QSR pour les condamnés de centrales) et des quartiers de plus grande sécurité (QPGS dans les maisons d'arrêt) créés par le décret du 23 mai 1975 dans le cadre de la réforme pénitentiaire du garde des Sceaux Jean Lecanuet. Considérés comme un régime inhumain qui broie les hommes, le Garde des sceaux Robert Badinter décide, par une circulaire du 26 février 1982, de les fermer ou de les transformer en quartiers d'isolement au régime moins dur dans les maisons d'arrêt.
Jacques Mesrine et François Besse se sont évadés de celui de la prison de la Santé[réf. nécessaire].
La loi visant à sortir la France du piège du narcotrafic, adoptée en 2025, prévoit la création de « quartiers de lutte contre la criminalité organisée »,. Le 22 juillet 2025, un tel quartier ouvre au sein du centre pénitentiaire de Vendin-le-Vieil, qui dépend de la direction interrégionale des services pénitentiaires de Lille.

## En Belgique
La Belgique a instauré une « section de mesures de sécurité individuelles particulières ».

## Aux États-Unis
La situation a beaucoup évolué jusqu'à des établissements de très haute sécurité, Supermax, comme l'unité pénitentiaire ADX Florence.